# Velveteen Dream
Patrick Clark Jr. (* 19. srpna 1995 Washington, D.C.) je americký profesionální zápasník. Nejznámější je jeho působení ve společnosti WWE v show NXT, kde působil pod ringovým jménem Velveteen Dream. Je bývalým šampionem NXT North American.

## Profesionální wrestlingová kariéra

### Začátky (2014–2015)
S wrestlingovým tréninkem začal ve společnosti Maryland Championship Wrestling (MCW). Po čtyřech měsících tréninku debutoval 3. října 2014 pod jménem Rick Powers. První titul získal v říjnu 2015, když spolu s Lio Rushem získali MCW Tag Team Championship. Během roku 2015 také začal zápasit pro více společností, jmenovitě například World Xtreme Wrestling, Combat Zone Wrestling, Marvelous Puroresu USA a Lancaster Championship Wrestling.

### WWE

#### Tough Enough a trénink (2015–2017)
V červnu 2015 byl společností WWE vybrán jako jeden z účastníku šesté série soutěže Tough Enough. Vzhledem k předchozím wrestlingovým zkušenostem byl jedním z favoritů na celkové vítězství, byl však eliminován hned v páté epizodě z důvodu "nedostatku pokory" a skončil tak na celkovém devátém místě.
I přes vypadnutí z Tough Enough s ním 17. října 2015 WWE podepsalo kontrakt a následně byl poslán do vývojového střediska. Debutoval 5. února 2016 v zápase proti Riddick Mossovi. Zápas prohrál. Televizní debut si odbyl 20. července, když prohrál zápas s Austinem Ariesem. 19. října konfrontoval a vyzval k zápasu tehdejšího NXT šampióna Shinsuke Nakamuru, ještě před zápasem jej však Nakamura napadl a zápas se neuskutečnil. Na televizní obrazovky se vrátil až 1. března 2017, když porazil Seana Malutu.

#### NXT (2017-současnost)

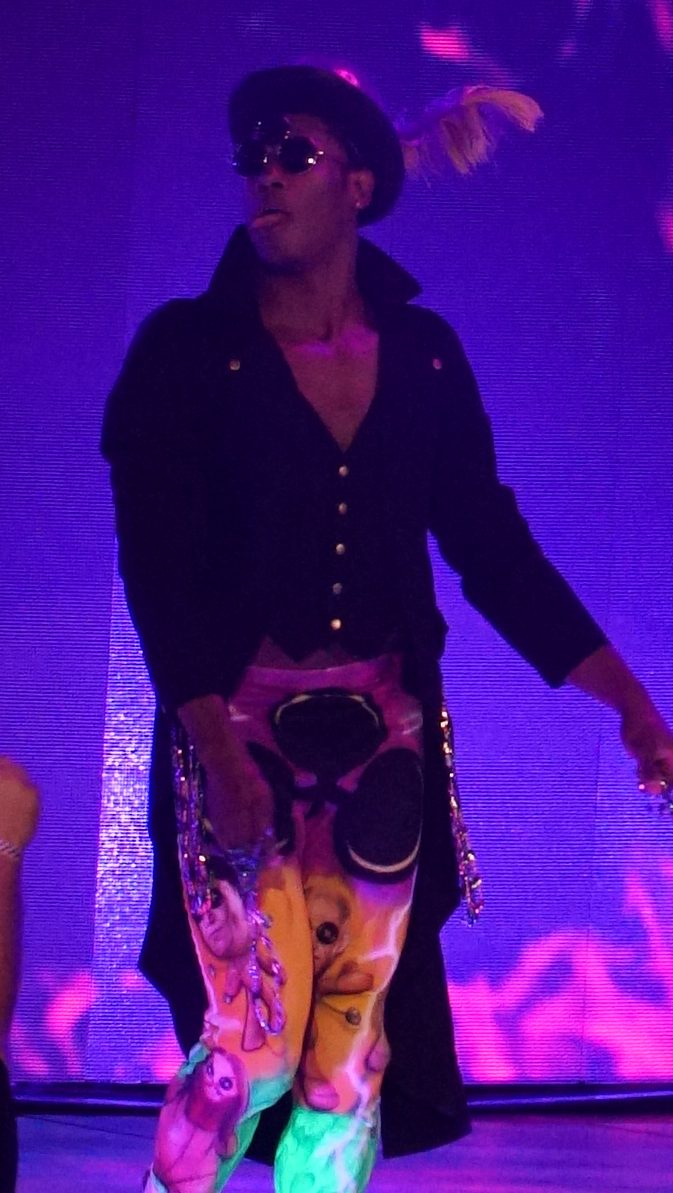
Velveteen Dream v dubnu 2018

V show NXT 24. května 2017 se objevil s kompletně novým charakterem, inspirovaným hudebníkem Prince, a s novým ringovým jménem - Velveteen Dream. V září začal feud s Aleisterem Blackem, kterého neustále sledovat a obtěžoval aby docílil toho, že Black vysloví jeho jméno. To vedlo k zápasu na placené akci (PPV) NXT TakeOver: WarGames, který Dream sice prohrál, ale po zápase Black vyslovil jeho jméno a Dream tak dosáhl svého cíle. 6. prosince v show NXT měl zápasit proti Kassius Ohnovi v zápase o možnost vyzvat NXT šampióna, z důvodu zranění však k zápasu nedošlo a Dream byl nahrazen Johnny Garganem, který Ohna následně porazil. 10. ledna se Dream vrátil když přerušil Garganovo interview a vysmál se mu za to, že mu trvalo porazit Ohna celých dvacet minut, zatímco on sám by to zvládl za třicet sekund. 24. ledna vyzval Gargana k zápasu, který ale prohrál. Následně ho po zápase v zákulisí napadl Ohno. Zápas mezi Dreamem a Ohnem se uskutečnil na PPV NXT TakeOver: Philadelphia. Velveteen Dream zápas vyhrál.

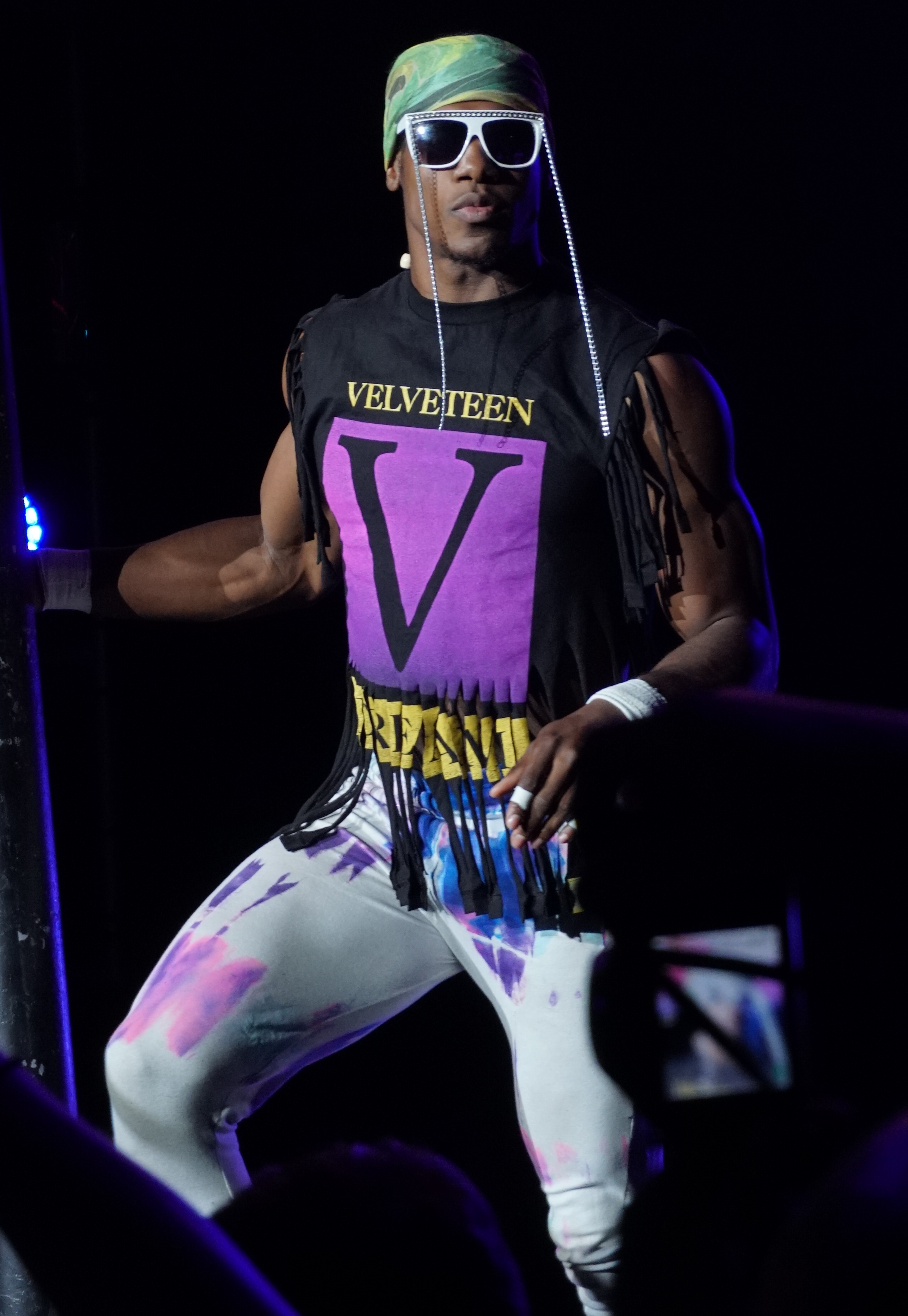
Dream v červnu 2018

Zbytek roku 2018 strávil v povětšinou krátkých feudech, které vrcholily na shows TakeOver. Na PPV NXT TakeOver: New Orleans byl součástí žebříkového zápasu o nový titul NXT North American Championship, který nakonec vyhrál Adam Cole, na PPV NXT TakeOver: Chicago II prohrál zápas s Ricochetem, na PPV NXT TakeOver: Brooklyn IV vyhrál zápas proti EC3 a na PPV NXT TakeOver: WarGames zápasil o NXT Championship s Tommaso Ciampou, titul ovšem po prohře nezískal.
27. ledna 2019 na show Royal Rumble Axxess porazil ve finále turnaje Worlds Collide Tylera Bate a získal tak možnost vyzvat libovolného šampióna k zápasu o titul. Dream se rozhodl vyzvat Johnnyho Gargana k zápasu o NXT North American Championship. Zápas 20. února 2019 Dream vyhrál a stal se novým NXT North American šampiónem.

## Úspěchy a ocenění
- Maryland Championship Wrestling
  - MCW Tag Team Championship (1krát) – s Lio Rushem
- Pro Wrestling Illustrated
  - Největší zlepšení roku (2018)[18]
  - umístil Dreama na 79. místo v žebříčku PWI 500 v roce 2018[19]
- Wrestling Observer Newsletter
  - Nejlepší wrestlingový charakter (2018)[20][21]
- WWE
  - NXT North American Championship (1krát)[22]
  - Cena NXT za Rivalitu roku (2017)[23] – vs Aleister Black
  - vítěz turnaje Worlds Collide[24]